# Sępowronka kameruńska
Sępowronka kameruńska (Picathartes oreas) – gatunek średniej wielkości ptaka z rodziny sępowronek (Picathartidae), zamieszkujący Afrykę Środkową. Bliski zagrożenia.

## Systematyka
Gatunek został opisany w 1899 przez niemieckiego ornitologa Antona Reichenowa. Wraz ze spokrewnioną sępowronką żółtogardłą (P. gymnocephalus) jest umieszczany w rodzinie Picathartidae. Nie wyróżnia się podgatunków.

## Zasięg występowania
Zamieszkuje południowo-wschodnią Nigerię, południowy i zachodni Kamerun, Gabon, Gwineę Równikową (w tym wyspę Bioko) oraz północno-zachodnie Kongo; w 2009 roku znaleziono 6 gniazd w południowo-zachodniej części Republiki Środkowoafrykańskiej.

## Morfologia
Ptak ten ma szarą szyję, ciemnoszary grzbiet ciała, spód ciała jest bladopomarańczowy. Głowa jest czarna, z czerwonym karkiem oraz fioletowym ciemieniem.

## Ekologia i zachowanie
Żywi się zazwyczaj bezkręgowcami takimi jak owady, dżdżownice czy ślimaki, a także niewielkimi kręgowcami jak małe żaby i jaszczurki.
Zakłada gniazda w jaskiniach na skalistych zboczach, ponadto wymaga specjalnych warunków gniazdowania, takich jak wiszące nad gniazdem skały do ochrony przed deszczem czy sezonowa rzeka poniżej gniazda do ochrony przed naturalnymi wrogami. Jednak spotyka się go także na zarośniętych stokach i betonowych mostach. Gniazduje w koloniach, w gniazdach zbudowanych z roślin i błota. Składa od jednego do trzech jaj, pisklęta wykluwają się po 21–24 dniach wysiadywania. Są w pełni opierzone po około 24 dniach od wyklucia. W południowym Kamerunie gniazdowanie odbywa się od sierpnia do października, ale w niektórych rejonach ten okres może ulec wydłużeniu od marca do listopada.

## Status
Międzynarodowa Unia Ochrony Przyrody (IUCN) uznaje sępowronkę kameruńską za gatunek bliski zagrożenia (NT – Near Threatened) od 2021 roku. Wcześniej (od 1994 roku) miała status gatunku narażonego na wyginięcie (VU – vulnerable). Liczebność populacji według szacunków nie przekracza 10 000 dorosłych osobników. Trend liczebności populacji uznawany jest za spadkowy. Głównym zagrożeniem dla gatunku jest wycinanie lasów deszczowych, które są jego typowym miejscem występowania, a także niepokojenie przez ludzi.